# João Maurício de Medeiros
João Maurício de Medeiros (Santa Luzia, 1893 — Rio de Janeiro, 1958) foi um político brasileiro.
Foi prefeito de Santa Luzia-PB, e de João Pessoa entre 1926 e 1928.
Foi Ministro de Estado da Agricultura no governo Getúlio Vargas, de 29 de maio a 17 de julho de 1944 e de 16 de setembro a 10 de outubro de 1942.